# 선배 그 립스틱 바르지 마요
《선배 그 립스틱 바르지 마요》는 2021년 1월 18일부터 2021년 3월 9일까지 방송했던 JTBC 월화 드라마로 아이치이 국제판에서 글로벌에서 방송됐다.

## 기획 의도
나도 모르게 시작된 하나의 로맨스

## 제작진
- 제작 : 김지연
- 극본 : 채윤
- 연출 : 이동윤

## 등장 인물

### 주요 인물
- 원진아 : 윤송아 (아역: 이나윤) 역 - 28세. 화장품 브랜드 'KLAR' 마케터 3년 차, 재신의 옛연인. 현승의 직장 선배. 가영의 친구. 월순의 딸. 현승의 연인.
- 로운 : 채현승 역 - 27세. 화장품 브랜드 'KLAR' 마케터 1년 차, 송아의 직장 후배. 지승과 연승의 남동생. 우현의 처남. 하은의 외삼촌. 송아의 연인.
- 이현욱 : 이재신 역 - 35세. 화장품 브랜드 'KLAR' 마케팅팀 팀장(BM), 송아의 옛연인. 효주의 전 약혼남. 재운의 친구. 죽은 세동의 아들.
- 이주빈 : 이효주 역 - 27세. 포토그래퍼, KLAR 화장품 창업주 손녀. 재신의 전 약혼녀. 재운의 여동생. 죽은 세동의 전 예비 며느리.
- 이규한 : 이재운 역 - 35세. KLAR 화장품 프레스티지 마케팅 부문 상무, 효주의 오빠. 재신의 친구. 지승의 연인.

### 현승 주변 인물
- 왕빛나 : 채지승 역 - 37세. 웨딩드레스샵 '하라' 대표 및 수석 디자이너, 현승의 첫째 누나. 연승의 언니. 우현의 처형. 하은의 이모. 재운의 연인.
- 하윤경 : 채연승 역 - 33세. 주부, 현승의 둘째 누나. 지승의 여동생. 우현의 아내. 하은의 어머니.
- 이동하 : 강우현 역 - 35세. 연승의 남편, 지승의 제부. 현승의 자형. 강남 대형 한의원 원장. 한서의 친구. 하은의 아버지.
- 박소이 : 강하은 역 - 7세. 유치원생, 우현과 연승의 외동 딸. 지승과 현승의 조카. 새침하고 도도하다.
- 최정원 : 류한서 역 - 35세. 강남의 작은 한정식집 오너셰프, 우현의 친구. 게이
- 김서하 : 김민성 역 - 29세. '프라벨리' 마케팅팀 사원, 현승의 입사 동기.
- 박한솔 : 이세림 역 - 26세. '바이엘' 마케팅팀 사원, 현승의 입사 동기이자 대학 후배.

### 송아 주변인물
- 이지현 : 오월순 역 - 52세. 카페 주인, 송아의 어머니.
- 강혜진 : 김가영 역 - 28세. 'KLAR' 매장 판매사원, 송아의 중, 고등학교 동창이자 동거인.

### 끌라르팀
- 안세하 : 권성연 역 - 37세. 'KLAR' 마케팅팀 차장
- 양조아 : 유재경 역 - 33세. 'KLAR' 마케팅팀 과장, 유선의 입사 동기.
- 김한나 : 안유선 역 - 33세. 'KLAR' 마케팅팀 대리, 재경의 입사 동기.
- 김혜인 : 강수미 역 - 30세. 'KLAR' 마케팅팀 대리

### 그 외 인물
- 전국환 : 이회장 역 - 80대. KLAR 화장품 창업주이자 그룹 회장, 재운과 효주의 친 할아버지.
- 김광규 : 김종혁 역 - 40대 후반. 현승의 단골 술집 사장, 현승의 대학 선배이자 같은 경영학회 멤버.
- 권한솔 : 도예진 역 - 20대 초반. 월순 카페 알바생, 똑 부러지게 월순에게 할 말 다 한다.
- 최우성 : 고명진 역 - 새로 입사한 끌라르 인턴사원
- 박정언 : 대학병원 산부인과 의사

윤송아의 어머니 오월순의 병을 재 검사하고 수술까지 하게 되는 의사

### 특별 출연
- 한채경 : 한서연 역 - 현승의 옛 연인.
- 김홍도 : 송아의 아버지 역 - 월순의 전 남편, 송아가 다녔던 중학교 여교사하고 바람 핀 장본인.
- 김미경 : 재신의 어머니 역.

## 시청률
최저 시청률과 최고 시청률은 시청률 조사회사와 지역별로 시청률에 차이가 있을 수 있습니다.
| 2021년      | 2021년      | 2021년         | 2021년       |
| 회차        | 방송일      | AGB 시청률     | AGB 시청률   |
| 회차        | 방송일      | 대한민국(전국) | 서울(수도권) |
| ----------- | ----------- | -------------- | ------------ |
| 제1회       | 1월 18일    | 2.024%         | -            |
| 제2회       | 1월 19일    | 1.562%         | -            |
| 제3회       | 1월 25일    | 2.427%         | 2.8%         |
| 제4회       | 1월 26일    | 2.127%         | 2.5%         |
| 제5회       | 2월 1일     | 1.918%         | -            |
| 제6회       | 2월 2일     | 1.954%         | -            |
| 제7회       | 2월 8일     | 2.079%         | -            |
| 제8회       | 2월 9일     | 1.497%         | -            |
| 제9회       | 2월 15일    | 1.816%         | -            |
| 제10회      | 2월 16일    | 1.590%         | -            |
| 제11회      | 2월 22일    | 2.007%         | -            |
| 제12회      | 2월 23일    | 1.762%         | -            |
| 제13회      | 3월 1일     | 1.762%         | .            |
| 제14회      | 3월 2일     | 1.668%         | .            |
| 제15회      | 3월 8일     | 1.614%         | .            |
| 제16회      | 3월 9일     | 1.728%         | .            |
| 평균 시청률 | 평균 시청률 | 1.846%         | --           |

## OST
다음은 오리지널 사운드트랙(OST) 싱글 앨범에 포함된 곡들이며, 정렬기준은 출시 순입니다.
- Part.1 김종완 (NELL) - 나는 그래 (Lean On Me) (2021.01.18 발매)
- Part.2 산들 (B1A4) - 만져져 (I Feel You) (2021.01.25 발매)
- Part.3. 은하 (여자친구) - 설레 (Pit-A-Pat) (2021.02.01 발매)
- Part.4 김태우 - 너에게 (To You) (2021.02.02 발매)
- Part.5 유성은 - 너의 눈에 내가 살아 (I Live in Your Eyes) (2021.02.08 발매)
- Part.6 치즈 - 아이 (Daydream) (2021.02.15 발매)
- Part.7 벤 - 떠나요 (Leave Me) (2021.02.22 발매)

## 촬영지
- KT&G타워
- 파르나스타워
- 현대백화점 충청점
- 응급실국물떡볶이 서울광흥창역점
- 핑크솔740

## 같이 보기
- 대한민국의 텔레비전 드라마 목록 (ㅅ)
- 2021년 대한민국의 텔레비전 드라마 목록